# The Girl Said No
The Girl Said No ist eine US-amerikanische Filmkomödie aus dem Jahr 1937.

## Handlung
Der Buchmacher Jimmie Allen wird von der Tänzerin Pearl betrogen. Um es ihr heimzuzahlen, will Jimmie sich als Talentsucher für den Theaterproduzenten Charles Dillon ausgeben. Pearl, die den Buchmacher nicht persönlich kennt, ist zuerst skeptisch. Doch später akzeptiert sie einen Vertrag mit Jimmie. Für das Bühnentraining soll Pearl Jimmie 500 Dollar zahlen. Der gleiche Betrag wird fällig, wenn Jimmie es schaffen sollte, für Pearl eine Hauptrolle innerhalb von 60 Tagen zu finden.
Jimmie übernimmt ein Theater von einem seiner Schuldner, der gerade abwesend ist. Seine Bekannten, die ehemaligen Schauspieler Beatrice und Howard Hathaway, sollen mit Pearl die Operette Der Mikado von Gilbert und Sullivan einüben. Die Hathaways erhoffen sich eine neue Chance und verkaufen ihr Restaurant. Jimmie hingegen will sich mit Pearls Geld aus dem Staub machen.
Jimmie setzt Pearls Namen an erster Stelle auf die Plakate und kassiert die zweiten 500 Dollar. Doch der eigentliche Theaterbesitzer ist inzwischen wieder in der Stadt und lässt die Show von seinen Anwälten stoppen. Jimmie gesteht Pearl reuevoll seine Pläne, die, mittlerweile in ihn verliebt, ihm verzeiht. Die Schauspieler wollen die Vorführung nun kostenlos durchziehen. Die Aufführung wird ein voller Erfolg, der Produzent Dillon willigt ein, die Show zu produzieren.

## Auszeichnungen
A. E. Kaye erhielt 1938 eine Oscar-Nominierung in der Kategorie Bester Ton.

## Hintergrund
Der Film feierte am 15. Oktober 1937 seine Premiere.
Der Film ist public domain und kann unter dem Titel With Words and Music Internet Archive angeschaut werden.